# Yoshikatsu Yoshida
Yoshikatsu Yoshida (jap. 吉田義勝 Yoshida Yoshikatsu; ur. 30 października 1941 w Asahikawa) – japoński zapaśnik walczący w stylu wolnym. Mistrz olimpijski z Tokio 1964, w kategorii 52 kg.
Złoty medalista mistrzostw świata w 1965 roku.